# 今福昌和
今福 昌和（いまふく まさかず）は、戦国時代の武将。甲斐武田氏家臣。今福長閑斎の次男。

## 経歴・人物
はじめ武田信玄、没後は勝頼に仕える。侍大将騎馬40騎持。
天正3年（1575年）の長篠の戦いで諏訪高島城代の市川昌房が戦死すると、その後任となる。
天正10年（1582年）2月、木曾義昌が織田信長の調略に応じると、2月16日、昌和は木曾氏を討つために武田信豊に従い木曽谷へ向けて出陣するが鳥居峠にて織田軍・木曽軍に敗れる。のち甲州征伐が始まると信長の嫡男・信忠率いる織田軍に高遠城を囲まれる。仁科盛信と共に織田軍に籠城・抵抗するが、敗れて盛信と共に討死した。
吉田信生・浅利信種の両名に宛てた起請文が生島足島神社に現存する。